# 정찬민 (희극인)
정찬민(1985년 3월 2일~)은 대한민국의 희극 배우이다. 같은 지역 출신인 개그맨 허경환의 고등학교 후배이다.

## 학력
- 동아방송예술대학교
- 통영고등학교
- 충무중학교
- 유영초등학교

## 방송

### 예능
- KBS2《개그콘서트》
  - <건달의 조건> 쌍칼 역
  - <기승전병>
  - <리얼토크쇼>
  - <황해> 신입 역
- KBS2《해피선데이 - 맘마미아》
- KBS2《연예가중계》
- 네이버TV 《박성광의 오마이갓》

### 드라마
- 《힘쎈여자 도봉순》(2017년, JTBC)
- 《골프왕 왁희》(2023년, 웹드라마) - 도인 친구 역

### 광고
- 2013년 이니스프리

### 공연
- 2015년 관객과의 전쟁, 쇼미더퍼니

## 유행어
- 고객님 당황하셨어요?(황해)

## 수상
- 2013년 KBS 연예대상 코미디부문 최우수코너상